# Богородское сельское поселение (Орловская область)
Богоро́дское се́льское поселе́ние — муниципальное образование в Глазуновском районе Орловской области Российской Федерации.
Административный центр — село Богородское.

## История
Статус и границы сельского поселения установлены Законом Орловской области от 25 октября 2004 года № 431-ОЗ «О статусе, границах и административных центрах муниципальных образований на территории Глазуновского района Орловской области».

## Население
| 2010 | 2012 | 2013 | 2014 | 2015 | 2016 | 2017 |
| ---- | ---- | ---- | ---- | ---- | ---- | ---- |
| 588  | ↘579 | ↘569 | ↗573 | ↘529 | ↘496 | ↘479 |
| 2018 | 2019 | 2020 | 2021 | 2023 |      |      |
| ↘458 | ↘452 | ↘435 | ↗547 | ↘540 |      |      |

## Состав сельского поселения
| № | Населённый пункт | Тип населённого пункта       | Население |
| - | ---------------- | ---------------------------- | --------- |
| 1 | Богородское      | село, административный центр | ↘341      |
| 2 | Гнилуша          | село                         | ↘238      |
| 3 | Голенищево       | деревня                      | 9         |